# گست (آلاباما)
گست (به انگلیسی: Guest) یک منطقهٔ مسکونی در ایالات متحده آمریکا است که در شهرستان دیکلب، آلاباما واقع شده‌است. گست ۳۳۵ متر بالاتر از سطح دریا قرار دارد.